# Karl Langner
Karl Albrecht Ferdinand Langner (* 13. Dezember 1830 in Berlin; † 1. Mai 1895) war ein deutscher Rittergutsbesitzer und Parlamentarier.

## Leben
Karl Langner studierte an der Universität Göttingen Rechtswissenschaften. 1853 wurde er Mitglied des Corps Saxonia Göttingen. Nach dem Studium wurde er Landwirt und erwarb die Herrschaft Illowo bei Linde im Kreis Flatow.
Langner war langjähriger Kreisdeputierter und gehörte über viele Jahre dem Westpreußischen Provinziallandtag und Provinzialausschuss an.